# Jon Oliva’s Pain
Jon Oliva’s Pain ist das Solo-Projekt des Savatage-Gründungsmitglieds Jon Oliva.
Die Musik von Jon Oliva’s Pain ist stark mit den früheren Veröffentlichungen von Savatage verwandt. Stilistisch ist die Band jedoch etwas freier, es fanden auch andere Elemente Einzug, nicht zuletzt von dem von Oliva als größtem Einfluss angegebenen John Lennon.

## Bandgeschichte
Zwischen der letzten Savatage-Veröffentlichung Poets & Madmen aus dem Jahr 2001 und der 2003er Tour des Trans Siberian Orchestra, an welchem sämtliche Mitglieder der Band beteiligt waren, fand Jon Oliva die Zeit, ein Solo-Projekt aus der Taufe zu heben. Das Material dazu bildeten Lieder, die entweder stilistisch nicht zu Savatage passten oder auf deren Veröffentlichungen einfach nicht mehr unterkamen.
Das im Jahr 2003 veranstaltete Gedenkkonzert anlässlich des zehnten Todestages von Olivas Bruder und Savatage-Gitarrist Christopher „Criss“ Oliva bildete den Rahmen für eine erste Aufführung von Jons Solo-Material. Unterstützt wurde er dabei von den Musikern der Band Circle II Circle, die ebenfalls auf dem Konzert spielten und die Band des ehemaligen Savatage-Sängers Zak Stevens darstellte.
Nachdem Zak Stevens einen kompletten Wechsel des Line-Ups von Circle II Circle vornahm, hatte Jon mit einem Schlag eine komplette Band für sein Projekt. In dieser Besetzung wurde die erste Veröffentlichung mit dem Titel Tage Mahal in Angriff genommen. Diesen Namen hatte ursprünglich Criss Oliva für sein Solo-Projekt vorgesehen, das er durch seinen frühen Tod 1993 nicht mehr realisieren konnte.
2006 erschien das zweite Album, Maniacal Renderings, das im Vergleich zum Debütalbum stärker nach Savatage klingt. Jon verwendete hierauf einige Ideen seines Bruders Criss, die er nach eigenen Angaben kürzlich auf alten Tapes wiederentdeckt hatte. Zwischenzeitlich wurde auch die Besetzung der Band mit Shane French um einen zweiten Gitarristen erweitert.
Global Warning, so der Name des dritten Albums, erschien im März 2008.
Am 20. April 2011 gab Mitch Stewart (Bassist der Band Circle II Circle) per Facebook bekannt, dass Matt LaPorte aus bisher unbekannten Gründen verstorben ist.

## Diskografie
- 2004: Tage Mahal (Steamhammer/SPV)
- 2006: Straight Jacket Memoirs (EP, AFM Records / Soulfood)
- 2006: Maniacal Renderings (AFM Records / Soulfood)
- 2008: Global Warning (AFM Records)
- 2010: Festival (AFM Records)